# Taste (film)
Pour les articles homonymes, voir Taste (homonymie).
Pour plus de détails, voir Fiche technique et Distribution.
Taste est un court métrage américain écrit et réalisé par Jay Palmieri Jr., sorti en 2016.

## Synopsis
Quand Roe (Christina Toth), une mannequin boulimique, s'installe à New York, elle pense que ses sombres secrets sont derrière elle, mais après une rencontre fortuite avec Evan (Danielle Kronenberg), une jeune photographe de mode qui manipule ses modèles sexuellement, rien n'est moins sûr.

## Fiche technique
- Titre : Taste
- Réalisation : Jay Palmieri Jr.
- Scénario : Jay Palmieri Jr.
- Producteur : Jay Palmieri Jr., Danielle Kronenberg
- Producteur exécutif : Jay Palmieri Jr., Shirley Palmieri
- Société de production :
- Montage : Jeanne Tanios
- Musique : Ashley Jana, Maxime Matser
- Pays d'origine :  États-Unis
- Langue : anglais, français
- Genre : Drame
- Durée : 36 minutes
- Lieux de tournage : New York, État de New York, États-Unis
- Date de sortie :
  -  États-Unis : 1er février 2016

## Distribution
- Christina Toth : Roe
- Danielle Kronenberg : Evan
- Jes Davis : Charli (créditée comme Jessica Whitney Davis)
- Linnea Larsdotter (sv) : Doris
- Hector Diaz : Daniel
- Josue B. Infante : le styliste
- Élcio Monteze : Rico
- Brianna Pete : Kimberly
- Stephanie Rupe : Kiki
- Ginger Sharp : la maquilleuse
- Linda Wartenweiler : la mère